# Чха Джійон
У цьому корейському імені прізвище (Чха) стоїть перед особовим ім'ям.
Чха Джійон (кор. 차지연) — південнокорейська акторка і співачка. Вона відома своїми ролями в таких драмах, як «Аромат жінки», «Таксист» та Другий шлюб у вищому світі. Також з'являлася у фільмах «Підступний», «Кохання, брехня» та «Історії жахів 3».

## Особисте життя
Вона одружилася з актором і співаком Юн Инчхе у 2015 та разом з ним має одну дитину.

## Фільмографія

### Телесеріали
| Рік  | Назва                      | Роль      | Мережа  | Прим. |
| ---- | -------------------------- | --------- | ------- | ----- |
| 2011 | «Аромат жінки»             | Вероніка  | SBS     | [ 5 ] |
| 2021 | «Таксист»                  | Пек Сонмі | SBS     | [ 6 ] |
| 2022 | Другий шлюб у вищому світі | Чхве Юсон | Netflix | [ 7 ] |

### Фільми
| Рік  | Назва             | Роль      | Прим.  |
| ---- | ----------------- | --------- | ------ |
| 2011 | «Підступний»      | Чан Ноксу | [ 8 ]  |
| 2016 | «Кохання, брехня» | Лі Наньон | [ 9 ]  |
| 2016 | «Історії жахів 3» | Андроїд   | [ 10 ] |

## Театр
| Рік  | Українська назва        | Корейська назва    | Роль                      | Прим.  |
| ---- | ----------------------- | ------------------ | ------------------------- | ------ |
| 2021 | «Червона книжка»        | 레드북             | Анна Нок                  |        |
| 2021 | «Соната Кванхвамун»     | 광화문연가         | Вора                      |        |
| 2022 | «Втрачене обличчя 1895» | 잃어버린 얼굴 1985 | Імператриця Мьонсонхванху | [ 11 ] |
| 2023 | «Амадеус»               | 아마데우스         | Сальєрі                   | [ 12 ] |
| 2025 | «Остання імператриця»   | 명성황후           | Імператриця Мьонсонхванху |        |

## Дискографія
| Назва                                                                         | Рік   | Пікова позиція у чартах | Альбом                    |
| Назва                                                                         | Рік   | КОР                     | Альбом                    |
| Назва                                                                         | Рік   | Circle                  | Альбом                    |
| Сингл                                                                         | Сингл | Сингл                   | Сингл                     |
| ----------------------------------------------------------------------------- | ----- | ----------------------- | ------------------------- |
| «Where are you» (그대는 어디에) (разом із Ім Джебом)                          | 2011  | —                       | Where are you             |
| Поява у саундтреках                                                           |       |                         |                           |
| «Just For You» (그대를 그대만을)                                              | 2016  | —                       | Flowers of the Prison OST |
| «All Day»                                                                     | 2021  | —                       | Taxi Driver OST           |
| «—» позначає пісні, які не потрапили в чарти або не виходили в цьому регіоні. |       |                         |                           |

## Як посол
- Посол 6-ї Премії мюзиклів у 2012[13]

## Нагороди та номінації
| Церемонія нагородження                             | Рік  | Категорія                                                        | Номінант / Робота | Результат | Прим.  |
| -------------------------------------------------- | ---- | ---------------------------------------------------------------- | ----------------- | --------- | ------ |
| 16-та Премія корейських мюзиклів                   | 2010 | Найкраща нова акторка                                            | «Сопхьондже»      | Перемога  | [ 14 ] |
| 5-та Премія мюзиклів                               | 2011 | Найкраща жіноча роль                                             | «Сопхьондже»      | Перемога  | [ 15 ] |
| 1-ша Премія Yegreen Сеульського фестивалю мюзиклів | 2012 | Найкраща жіноча роль в акторському мистецтві                     | «Сопхьондже»      | Перемога  | [ 16 ] |
| 6-та Премія Yegreen мюзиклів                       | 2017 | Найкраща жіноча роль                                             | «Мата Харі»       | Перемога  | [ 17 ] |
| Asia Artist Awards                                 | 2021 | Актори, які привернули увагу                                     | Чха Джійон        | Перемога  | [ 18 ] |
| Премія SBS за акторську гру                        | 2021 | Найкраща акторка другого плану (Жанровий/фентезійний мінісеріал) | «Таксист»         | Перемога  | [ 19 ] |
| Премія «Зірок МААТР»                               | 2022 | Найкраща акторка другого плану                                   | «Таксист»         | Номінація | [ 20 ] |
| 6-та Премія корейських мюзиклів                    | 2022 | Найкраща жіноча роль                                             | «Червона книжка»  | Перемога  | [ 21 ] |

## Виноски
1. ↑  Пісня входить як до синглу «Flower of Prison, Pt. 1 (Original Television Soundtrack)», так і до альбому «Flower of Prison (Original Television Soundtrack)».
2. ↑  Пісня входить як до синглу «Taxidriver OST Part.4», так і до альбому «Taxidriver OST».